# Maria Tenhemelopneming (Rubens)
De Tenhemelopneming van Maria is een altaarstuk van Peter Paul Rubens dat zich bevindt in de Onze-Lieve-Vrouwekathedraal te Antwerpen. Het stelt het christelijke motief van de Maria-Tenhemelopneming voor.

## Voorstelling
Tronend in een wolk vol licht en heerlijkheid wordt Maria ten hemel opgenomen, omringd door een tiental jubelende putti en vier grote engelen; twee ervan reiken haar een bloemenkroon aan. Apostelen en heiligen staren haar na of buigen zich verwonderd over de lege graftombe.
De tenhemelopneming van Maria werd door Rubens meermaals uitgebeeld, maar deze versie overtreft alle andere, zowel in compositie, in coloriet, als in de lichtwerking. Voor het hoogaltaar van de kathedraal die aan Onze-Lieve-Vrouw is toegewijd, lag dit belangrijke Mariale thema voor de hand. Een eerder altaarstuk van Frans Floris, dat verloren ging in de godsdiensttroebelen, had hetzelfde onderwerp. Bovendien sloot het thema aan bij de contrareformatie die grote aandacht besteedde aan de Mariadevotie.

## Geschiedenis
De ontstaansgeschiedenis van dit werk verliep niet zonder hindernissen. Reeds in 1611 waren er plannen om het verloren altaarstuk te vervangen. Twee kunstenaars kwamen toen hun ontwerp voorleggen aan het kapittel van de kathedraal: Otto van Veen en Rubens. Het schilderij van Otto van Veen hangt nu in de Collegiale Sint-Hippolytus te Poligny.Er werd voor het ontwerp van Rubens gekozen, en in 1612 kwam er een akkoord tussen de meester en het kapittel.
De levering van het schilderij zou echter pas vele jaren later gebeuren. Allerlei moeilijkheden hebben de uitvoering ervan vertraagd. Een eerste versie van De Tenhemelopneming van Maria, bestemd voor de kathedraal, kwam er nooit terecht en bleef jaren in Rubens' atelier staan tot het een andere bestemming kreeg: de Houtappelkapel van de Antwerpse Jezuïetenkerk (nu in het Kunsthistorisches Museum in Wenen). Het definitieve schilderij werd, zoals blijkt uit de bewaarde kwitantie, pas voltooid in 1626-1627, dus 15 jaar na het sluiten van de overeenkomst.
De Tenhemelopneming van Maria was oorspronkelijk gevat in een barok marmeren portiekaltaar uitgevoerd door Robrecht en Jan de Nole, en waarschijnlijk door Rubens ontworpen. In 1794 werd het schilderij uit de kerk weggehaald door de Fransen en het altaar werd toen afgebroken. Een prent van Adriaan Lommelin biedt er een goed idee van. In 1815 kwam het schilderij terug naar de kathedraal. Het huidige altaar dateert van 1826. Het Mauritshuis in Den Haag heeft een olieverfstudie voor het altaarstuk in de collectie, van de hand van Rubens. Daarin zijn figuren te zien die later overschilderd zijn.
De transfiguratie (1604-05) · Portret van de kunstenaar en zijn vrouw in een prieel van kamperfoelie (1609) · Kruisoprichting (1610) · Kruisafneming (1611) · De verrijzenis van Christus (1611-12) · De vier filosofen (1611-1612) · Het verschijnen van de Heilige Geest aan de Heilige Teresa van Avila (1612-14) · De ontdekking van Romulus en Remus (circa 1613) · De Rockoxtriptiek (1613-15) · De onthoofding van de heilige Catharina van Alexandrië (circa 1615) · Kruisafneming (1616-17) · Oude vrouw en jongen met kaarsen (1616-1617) · Medusa (ca. 1617) · Het aardse paradijs met de zondeval van Adam en Eva (ca. 1617) · De verloren zoon (1618) · De heilige Maria Magdalena in extase (1619-20)· De drie gratiën (1620-23) · Diana en haar nimfen maken zich klaar voor de jacht (1623-24) · Bekering van de H. Bavo (1623-24) · Heilige Rochus door Christus aangesteld tot patroon van de pestlijders (1623-26) · Aanbidding der Koningen (1624) · Portret van Matthaeus Yrsselius (circa 1624) · Tenhemelopneming van Maria (1625-26) · Portret van Anna van Oostenrijk (1625-26) · Angelica en de kluizenaar (1626-28) · De ontvoering van Europa (1628-29) · Laatste Avondmaal (1631-32) · Franciscus van Assisi ontvangt de stigmata (1633) · De roof van de Sabijnse maagden (1634-36) · Dans van dorpelingen en mythische figuren (1635) · Herfstlandschap met uitzicht op het Steen (1636) · De hond van Hercules ontdekt het purper (ca. 1636) · Saturnus verslindt een zoon (ca. 1636-37) · Het pelsken (ca. 1636-38)